# Anuppur
Anuppur es una localidad de la India, centro administrativo del distrito de Anuppur en el estado de Madhya Pradesh.

## Geografía
Se encuentra a una altitud de 504 m s. n. m. a 570 km de la capital estatal, Bhopal, en la zona horaria UTC +5:30.

## Demografía
Según estimación 2010 contaba con una población de 20 391 habitantes.